# Mrzygłódka
Mrzygłódka – największa dzielnica Myszkowa, kiedyś będąca częścią Mrzygłodu.
Na jej terenie w 1373 roku powstała parafia Mrzygłód. Pod koniec XIV wieku ulokowano nieopodal nowe miasto, na rzecz którego osada oddała nazwę oraz straciła na ważności. Od tego czasu przyjęła obecną nazwę. Na terenie osiedla w październiku 1863 r. odbyła się bitwa pod Mrzygłodem – jedna z wielu potyczek powstania styczniowego.
1 grudnia 1983 roku Mrzygłódka została wyłączona z gminy Włodowice i włączona do miasta Myszków.

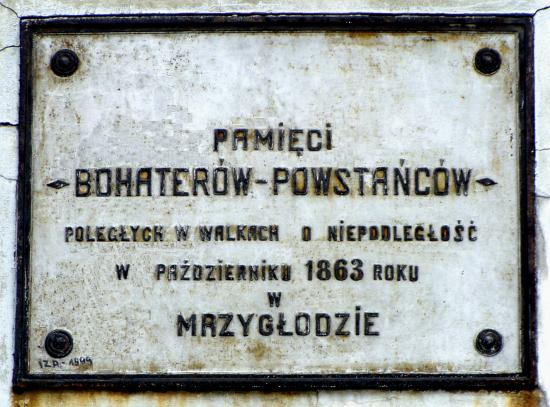
Tablica pamiątkowa bohaterów poległych w powstaniu styczniowym na terenie Mrzygłódki